# Larmenta
El anexo de Larmenta es uno de los 3 anexos de Izcuchaca, ubicada en el Departamento de Huancavelica, perteneciente a la Región Huancavelica, Perú. 
Limita al norte con el Distrito de Cuenca (Huancavelica); al este con el Distrito de Acostambo; al sur con el Distrito de Izcuchaca; y, al oeste con el Distrito de Conayca.